# Liga Invernal Mexicana 2015-2016
La Temporada 2015-2016 de la Liga Invernal Mexicana fue la edición número 1 de este circuito. Se realizó entre los meses de octubre a diciembre la temporada regular, y los Play Offs en el mes de enero. Esta primera temporada se jugó en el Distrito Federal y los estados de Guanajuato y Aguascalientes, y la integraron 6 equipos con convenios con clubes de la Liga Mexicana de Béisbol.
Los Diablos Rojos del México se coronaron como los primeros campeones del circuito al derrotar en la Serie Final a los Petroleros de Salamanca por 4 juegos a 3. El mánager campeón fue José Luis "Borrego" Sandoval.

## Sistema de competencia
El calendario fue de 62 juegos, a rol corrido y tuvo el mismo sistema de competencia de la LMB. Los playoffs iniciaron en enero. Los rosters de los equipos fueron de 30 peloteros, conformados de la siguiente manera: 26 peloteros de 28 años o menos y cuatro peloteros con edad libre, todos mexicanos.
Los juegos fueron de martes a domingo con series de tres juegos. El primer playoff inició el sábado 2 de enero y fue a ganar cuatro de siete juegos. La Serie Final inició el martes 12 de enero, e igualmente fue a ganar cuatro de siete juegos.
Calendario
- CALENDARIO LIM TEMPORADA 2015-2016.

## Equipos participantes
Temporada 2015-2016
| Liga Invernal Mexicana 2015-2016 |                    |                                |                        |           |
| Equipo                           | Mánager            | Sede                           | Estadio                | Capacidad |
| Cajeteros de Celaya              | Víctor Hugo Monroy | Celaya, Guanajuato             | "Ciro Soto Lara"       | 5,000     |
| Diablos Rojos del México         | José Luis Sandoval | México, D. F.                  | Fray Nano              | 5,000     |
| Petroleros de Salamanca          | Alfredo Meza       | Salamanca, Guanajuato          | "Ing. Antonio M. Amor" | 3,000     |
| Rieleros de Aguascalientes       | Roberto Vizcarra   | Aguascalientes, Aguascalientes | Alberto Romo Chávez    | 6,494     |
| Toros de Moroleón                | Alonso Téllez      | Moroleón, Guanajuato           | Municipal de Moroleón  | 3,000     |
| Tuzos de Guanajuato              | Willie Romero      | Guanajuato, Guanajuato         | "José Aguilar y Maya"  | 3,000     |

## Posiciones
- Actualizadas las posiciones al 30 de diciembre de 2015. [5]

| Liga Invernal Mexicana | Liga Invernal Mexicana | Liga Invernal Mexicana | Liga Invernal Mexicana | Liga Invernal Mexicana |
| Equipo                 | JG                     | JP                     | PCT                    | JV                     |
| ---------------------- | ---------------------- | ---------------------- | ---------------------- | ---------------------- |
| México                 | 40                     | 22                     | .645                   | -                      |
| Moroleón               | 34                     | 28                     | .548                   | 6.0                    |
| Salamanca              | 33                     | 28                     | .541                   | 6.5                    |
| Aguascalientes         | 31                     | 30                     | .508                   | 8.5                    |
| Celaya                 | 24                     | 37                     | .393                   | 15.5                   |
| Guanajuato             | 22                     | 39                     | .361                   | 17.5                   |

| Clasificado a los playoffs |

## Playoffs
|  | Semifinales    | Semifinales    | Semifinales    |        |   | Final            | Final            | Final            |  |
|  | 2 - 9 de enero | 2 - 9 de enero | 2 - 9 de enero |        |   | 12 - 20 de enero | 12 - 20 de enero | 12 - 20 de enero |  |
|  |                |                |                |        |   |                  |                  |                  |  |
|  |                |                |                |        |   |                  |                  |                  |  |
|  | 3              | Salamanca      | 4              |        |   |                  |                  |                  |  |
|  | 3              | Salamanca      | 4              |        |   |                  |                  |                  |  |
|  | 2              | Moroleón       | 1              |        |   |                  |                  |                  |  |
|  | 2              | Moroleón       | 1              |        | 3 | Salamanca        | 3                |                  |  |
|  |                |                |                |        | 3 | Salamanca        | 3                |                  |  |
|  |                |                | 1              | México | 4 |                  |                  |                  |  |
|  | 4              | Aguascalientes | 1              | México | 4 | 2                |                  |                  |  |
|  | 4              | Aguascalientes |                |        |   | 2                |                  |                  |  |
|  | 1              | México         | 4              |        |   |                  |                  |                  |  |
|  | 1              | México         | 4              |        |   |                  |                  |                  |  |
|  |                |                |                |        |   |                  |                  |                  |  |

### Semifinales
| Equipo                                                                               | 1 | 2 | 3 | 4 | 5 | 6 | 7 | 8 | 9 | 10 | 11 | 12 | C | H  | E |
| ------------------------------------------------------------------------------------ | - | - | - | - | - | - | - | - | - | -- | -- | -- | - | -- | - |
| Aguascalientes                                                                       | 0 | 0 | 0 | 0 | 1 | 0 | 0 | 0 | 0 | 0  | 0  | 4  | 5 | 12 | 1 |
| México                                                                               | 0 | 0 | 0 | 1 | 0 | 0 | 0 | 0 | 0 | 0  | 0  | 2  | 3 | 11 | 1 |
| G: Julio César Rivera (1-0); P: Elioth Bracamontes (0-1); SV: José Pablo García (1). |   |   |   |   |   |   |   |   |   |    |    |    |   |    |   |
| HR: MEX - I. Martínez (1).                                                           |   |   |   |   |   |   |   |   |   |    |    |    |   |    |   |

| Equipo                                                                      | 1 | 2 | 3 | 4 | 5 | 6 | 7 | 8 | 9 | C | H  | E |
| --------------------------------------------------------------------------- | - | - | - | - | - | - | - | - | - | - | -- | - |
| Aguascalientes                                                              | 2 | 0 | 0 | 0 | 1 | 0 | 0 | 1 | 0 | 4 | 10 | 1 |
| México                                                                      | 2 | 1 | 1 | 0 | 0 | 0 | 0 | 1 | X | 5 | 8  | 1 |
| G: José Luis Bravo (1-0); P: Emmanuel Torres (0-1); SV: Francisco Ríos (1). |   |   |   |   |   |   |   |   |   |   |    |   |
| HR: MEX - R. Torres (1), I. Terrazas (1).                                   |   |   |   |   |   |   |   |   |   |   |    |   |

| Equipo                                                                            | 1 | 2 | 3 | 4 | 5 | 6 | 7 | 8 | 9 | C | H  | E |
| --------------------------------------------------------------------------------- | - | - | - | - | - | - | - | - | - | - | -- | - |
| México                                                                            | 0 | 0 | 0 | 1 | 5 | 0 | 0 | 0 | 2 | 8 | 11 | 2 |
| Aguascalientes                                                                    | 0 | 1 | 0 | 0 | 1 | 3 | 4 | 0 | X | 9 | 14 | 0 |
| G: Alberto Leyva (1-0); P: Carlos de León (0-1); SV: Jorge Alejandro Delgado (1). |   |   |   |   |   |   |   |   |   |   |    |   |
| HR: MEX - J. Martínez (1); AGS - A. Vizcarra (1).                                 |   |   |   |   |   |   |   |   |   |   |    |   |

| Equipo                                                            | 1 | 2 | 3 | 4 | 5 | 6 | 7 | 8 | 9 | C  | H  | E |
| ----------------------------------------------------------------- | - | - | - | - | - | - | - | - | - | -- | -- | - |
| México                                                            | 3 | 0 | 2 | 2 | 0 | 3 | 1 | 3 | 0 | 14 | 19 | 4 |
| Aguascalientes                                                    | 1 | 0 | 0 | 0 | 2 | 0 | 0 | 0 | 0 | 3  | 8  | 2 |
| G: Daniel Flores (1-0); P: Julio César Rivera (1-1); SV: No hubo. |   |   |   |   |   |   |   |   |   |    |    |   |
| HR: MEX - I. Martínez (2), S. Leyva (1), R. Torres (2).           |   |   |   |   |   |   |   |   |   |    |    |   |

| Equipo                                                         | 1  | 2 | 3 | 4 | 5 | 6 | 7 | 8 | 9 | C  | H | E |
| -------------------------------------------------------------- | -- | - | - | - | - | - | - | - | - | -- | - | - |
| México                                                         | 10 | 0 | 0 | 0 | 0 | 2 | 0 | 1 | 0 | 13 | 9 | 2 |
| Aguascalientes                                                 | 0  | 0 | 0 | 0 | 0 | 1 | 0 | 0 | 1 | 2  | 6 | 1 |
| G: Jesús Anguamea (1-0); P: Jesús Hinojosa (0-1); SV: No hubo. |    |   |   |   |   |   |   |   |   |    |   |   |
| HR: MEX - I. Terrazas (2 y 3).                                 |    |   |   |   |   |   |   |   |   |    |   |   |

| Equipo                                                      | 1 | 2 | 3 | 4 | 5 | 6 | 7 | 8 | 9 | C  | H  | E |
| ----------------------------------------------------------- | - | - | - | - | - | - | - | - | - | -- | -- | - |
| Aguascalientes                                              | 0 | 0 | 0 | 6 | 0 | 0 | 0 | 0 | 0 | 6  | 10 | 0 |
| México                                                      | 2 | 6 | 0 | 0 | 0 | 2 | 0 | 0 | X | 10 | 15 | 0 |
| G: Carlos de León (1-1); P: Juan Macías (0-1); SV: No hubo. |   |   |   |   |   |   |   |   |   |    |    |   |
| HR: MEX - I. Terrazas (4).                                  |   |   |   |   |   |   |   |   |   |    |    |   |

| Equipo                                                          | 1 | 2 | 3 | 4 | 5 | 6 | 7 | 8 | 9 | C  | H  | E |
| --------------------------------------------------------------- | - | - | - | - | - | - | - | - | - | -- | -- | - |
| Salamanca                                                       | 3 | 0 | 2 | 0 | 1 | 2 | 5 | 0 | 1 | 14 | 17 | 0 |
| Moroleón                                                        | 0 | 0 | 0 | 1 | 3 | 0 | 0 | 0 | 2 | 6  | 13 | 1 |
| G: Nicolás Heredia (1-0); P: Ernesto Rangel (0-1); SV: No hubo. |   |   |   |   |   |   |   |   |   |    |    |   |
| HR: SLM - Á. Chavarín (1).                                      |   |   |   |   |   |   |   |   |   |    |    |   |

| Equipo                                                        | 1 | 2 | 3 | 4 | 5 | 6 | 7 | 8 | 9 | 10 | 11 | 12 | C | H  | E |
| ------------------------------------------------------------- | - | - | - | - | - | - | - | - | - | -- | -- | -- | - | -- | - |
| Salamanca                                                     | 2 | 0 | 3 | 0 | 0 | 0 | 1 | 1 | 0 | 0  | 0  | 1  | 8 | 16 | 1 |
| Moroleón                                                      | 0 | 3 | 0 | 0 | 3 | 0 | 0 | 0 | 1 | 0  | 0  | 0  | 7 | 15 | 1 |
| G: Uriel Pérez (1-0); P: Alejandro Flores (0-1); SV: No hubo. |   |   |   |   |   |   |   |   |   |    |    |    |   |    |   |
| HR: SLM - R. Valenzuela (1), Á. Chavarín (2).                 |   |   |   |   |   |   |   |   |   |    |    |    |   |    |   |

| Equipo                                                                        | 1 | 2 | 3 | 4 | 5 | 6 | 7 | 8 | 9 | C | H  | E |
| ----------------------------------------------------------------------------- | - | - | - | - | - | - | - | - | - | - | -- | - |
| Moroleón                                                                      | 0 | 0 | 0 | 2 | 2 | 0 | 0 | 0 | 0 | 4 | 8  | 1 |
| Salamanca                                                                     | 0 | 3 | 0 | 3 | 0 | 0 | 0 | 0 | X | 6 | 11 | 0 |
| G: Gonzalo Ochoa (1-0); P: Marco Antonio Félix (0-1); SV: Juan Rodríguez (1). |   |   |   |   |   |   |   |   |   |   |    |   |
| HR: SLM - H. Castro (1).                                                      |   |   |   |   |   |   |   |   |   |   |    |   |

| Equipo                                                                  | 1 | 2 | 3 | 4 | 5 | 6 | 7 | 8 | 9 | C | H  | E |
| ----------------------------------------------------------------------- | - | - | - | - | - | - | - | - | - | - | -- | - |
| Moroleón                                                                | 2 | 0 | 1 | 2 | 0 | 0 | 0 | 0 | 0 | 5 | 11 | 2 |
| Salamanca                                                               | 0 | 0 | 0 | 1 | 2 | 0 | 0 | 0 | 1 | 4 | 9  | 3 |
| G: Ernesto Rangel (1-1); P: Jesús Cruz (0-1); SV: Alejandro Flores (1). |   |   |   |   |   |   |   |   |   |   |    |   |
| HR: MOR - J. Valenzuela (1), R. Remes(1).                               |   |   |   |   |   |   |   |   |   |   |    |   |

| Equipo                                                             | 1 | 2 | 3 | 4 | 5 | 6 | 7 | 8 | 9 | C  | H  | E |
| ------------------------------------------------------------------ | - | - | - | - | - | - | - | - | - | -- | -- | - |
| Moroleón                                                           | 6 | 2 | 0 | 1 | 0 | 0 | 1 | 0 | 0 | 10 | 14 | 1 |
| Salamanca                                                          | 6 | 2 | 7 | 1 | 1 | 0 | 0 | 1 | X | 18 | 18 | 2 |
| G: Ferlon Gijsbertha (1-0); P: Sergio Alvarado (0-1); SV: No hubo. |   |   |   |   |   |   |   |   |   |    |    |   |
| HR: MOR - O. Rentería (1).                                         |   |   |   |   |   |   |   |   |   |    |    |   |

### Final

#### Salamancavs.México

##### Juego 1
12 de enero de 2016; Estadio Fray Nano, México, D. F.
| Equipo                                                                         | 1 | 2 | 3 | 4 | 5 | 6 | 7 | 8 | 9 | C | H  | E |
| ------------------------------------------------------------------------------ | - | - | - | - | - | - | - | - | - | - | -- | - |
| Salamanca                                                                      | 1 | 0 | 2 | 0 | 0 | 0 | 0 | 1 | 0 | 4 | 13 | 0 |
| México                                                                         | 1 | 0 | 0 | 0 | 0 | 2 | 3 | 0 | X | 6 | 10 | 0 |
| G: Jonathan Partida (1-0); P: Ferlon Gijsbertha (1-1); SV: Francisco Ríos (2). |   |   |   |   |   |   |   |   |   |   |    |   |
| HR: No hubo.                                                                   |   |   |   |   |   |   |   |   |   |   |    |   |

- México lidera la serie 1-0.

##### Juego 2
13 de enero de 2016; Estadio Fray Nano, México, D. F.
| Equipo                                                                | 1 | 2 | 3 | 4 | 5 | 6 | 7 | 8 | 9 | C | H  | E |
| --------------------------------------------------------------------- | - | - | - | - | - | - | - | - | - | - | -- | - |
| Salamanca                                                             | 0 | 0 | 0 | 0 | 0 | 0 | 1 | 0 | 1 | 2 | 6  | 0 |
| México                                                                | 1 | 0 | 3 | 0 | 5 | 0 | 0 | 0 | X | 9 | 12 | 0 |
| G: Jesús Anguamea (2-0); P: David Imanol Villegas (0-1); SV: No hubo. |   |   |   |   |   |   |   |   |   |   |    |   |
| HR: MEX - Y. Cota (1), G. Gómez (1).                                  |   |   |   |   |   |   |   |   |   |   |    |   |

- México lidera la serie 2-0.

##### Juego 3
15 de enero de 2016; Estadio "Ing. Antonio M. Amor", Salamanca, Guanajuato.
| Equipo                                                                               | 1 | 2 | 3 | 4 | 5 | 6 | 7 | 8 | 9 | C  | H  | E |
| ------------------------------------------------------------------------------------ | - | - | - | - | - | - | - | - | - | -- | -- | - |
| México                                                                               | 0 | 2 | 0 | 0 | 2 | 0 | 0 | 0 | 0 | 4  | 6  | 1 |
| Salamanca                                                                            | 0 | 0 | 3 | 0 | 0 | 0 | 4 | 3 | X | 10 | 11 | 1 |
| G: Lionel Zazueta (1-0); P: Carlos de León (1-2); SV: No hubo.                       |   |   |   |   |   |   |   |   |   |    |    |   |
| HR: MEX - I. Terrazas (5), I. Martínez (3); SLM - M. Gutiérrez (1), E. Quintero (1). |   |   |   |   |   |   |   |   |   |    |    |   |

- México lidera la serie 2-1.

##### Juego 4
16 de enero de 2016; Estadio "Ing. Antonio M. Amor", Salamanca, Guanajuato.
| Equipo                                                                    | 1 | 2 | 3 | 4 | 5 | 6 | 7 | 8 | 9 | C | H  | E |
| ------------------------------------------------------------------------- | - | - | - | - | - | - | - | - | - | - | -- | - |
| México                                                                    | 0 | 2 | 2 | 1 | 0 | 0 | 0 | 0 | 0 | 5 | 9  | 2 |
| Salamanca                                                                 | 2 | 2 | 2 | 1 | 0 | 0 | 0 | 1 | X | 8 | 16 | 0 |
| G: César Gutiérrez (1-0); P: Daniel Flores (1-1); SV: Juan Rodríguez (2). |   |   |   |   |   |   |   |   |   |   |    |   |
| HR: MEX - O. Piña (1), S. Leyva (2), I. Martínez (4), J. Martínez (2).    |   |   |   |   |   |   |   |   |   |   |    |   |

- Serie empatada a 2.

##### Juego 5
17 de enero de 2016; Estadio "Ing. Antonio M. Amor", Salamanca, Guanajuato.
| Equipo                                                                  | 1 | 2 | 3 | 4 | 5 | 6 | 7 | 8 | 9 | C | H | E |
| ----------------------------------------------------------------------- | - | - | - | - | - | - | - | - | - | - | - | - |
| México                                                                  | 1 | 0 | 0 | 0 | 0 | 0 | 1 | 3 | 0 | 5 | 9 | 0 |
| Salamanca                                                               | 0 | 0 | 0 | 2 | 2 | 0 | 0 | 0 | 0 | 4 | 7 | 0 |
| G: José Luis Bravo (2-0); P: Uriel Pérez (1-1); SV: Francisco Ríos (3). |   |   |   |   |   |   |   |   |   |   |   |   |
| HR: MEX - S. Leyva (3), I. Terrazas (6).                                |   |   |   |   |   |   |   |   |   |   |   |   |

- México lidera la serie 3-2.

##### Juego 6
19 de enero de 2016; Estadio Fray Nano, México, D. F.
| Equipo                                                                       | 1 | 2 | 3 | 4 | 5 | 6 | 7 | 8 | 9 | C | H  | E |
| ---------------------------------------------------------------------------- | - | - | - | - | - | - | - | - | - | - | -- | - |
| Salamanca                                                                    | 1 | 0 | 1 | 2 | 3 | 0 | 0 | 1 | 0 | 8 | 13 | 0 |
| México                                                                       | 2 | 0 | 2 | 2 | 0 | 0 | 0 | 0 | 0 | 6 | 15 | 1 |
| G: Fernando Corrales (1-0); P: Jesús Anguamea (2-1); SV: Juan Rodríguez (3). |   |   |   |   |   |   |   |   |   |   |    |   |
| HR: SLM - M. Gutiérrez (2); MEX - J. Martínez (3), G. Gómez (2).             |   |   |   |   |   |   |   |   |   |   |    |   |

- Serie empatada a 3.

##### Juego 7
20 de enero de 2016; Estadio Fray Nano, México, D. F.
| Equipo                                                         | 1 | 2 | 3 | 4 | 5 | 6 | 7 | 8 | 9 | C | H  | E |
| -------------------------------------------------------------- | - | - | - | - | - | - | - | - | - | - | -- | - |
| Salamanca                                                      | 0 | 1 | 1 | 0 | 2 | 0 | 0 | 1 | 0 | 5 | 9  | 0 |
| México                                                         | 1 | 2 | 1 | 0 | 5 | 0 | 0 | 0 | X | 9 | 10 | 1 |
| G: Octavio Acosta (1-0); P: Lionel Zazueta (1-1); SV: No hubo. |   |   |   |   |   |   |   |   |   |   |    |   |
| HR: MEX - I. Martínez (5), S. Leyva (4).                       |   |   |   |   |   |   |   |   |   |   |    |   |

- México gana la serie 4-3.[8]

## Líderes
A continuación se muestran los lideratos tanto individuales como colectivos de los diferentes departamentos de bateo y de pitcheo.

### Bateo
| Categoría           | Individual                                 | Marca | Colectivo                | Marca |
| ------------------- | ------------------------------------------ | ----- | ------------------------ | ----- |
| Porcentaje          | Manuel Cruz (GTO)                          | .414  | Toros de Moroleón        | .315  |
| Carreras Producidas | Jesús Martínez (MEX)                       | 47    | Toros de Moroleón        | 350   |
| Home Runs           | Manuel Cruz (GTO)                          | 12    | Diablos Rojos del México | 49    |
| Carreras Anotadas   | Isaac Rodríguez (MOR)                      | 64    | Toros de Moroleón        | 382   |
| Hits                | Isaac Rodríguez (MOR)                      | 91    | Toros de Moroleón        | 668   |
| Dobles              | Héctor Ponce (MOR)                         | 23    | Toros de Moroleón        | 143   |
| Triples             | Horacio Vázquez (MOR) Daniel Mercado (GTO) | 6     | Toros de Moroleón        | 24    |
| Bases Robadas       | Walter Higuera (GTO)                       | 23    | Toros de Moroleón        | 42    |

### Pitcheo
| Categoría       | Individual                                | Marca | Colectivo                | Marca |
| --------------- | ----------------------------------------- | ----- | ------------------------ | ----- |
| Efectividad     | Ariel Gracia (MEX)                        | 2.85  | Diablos Rojos del México | 3.98  |
| Juegos Ganados  | Jesús Anguamea (MEX) Filiberto Báez (MEX) | 7     | Diablos Rojos del México | 40    |
| Ponches         | Ariel Gracia (MEX)                        | 67    | Diablos Rojos del México | 438   |
| Juegos Salvados | Juan Rodríguez (SLM)                      | 11    | Petroleros de Salamanca  | 17    |
| WHIP            | Ariel Gracia (MEX)                        | 1.19  | Diablos Rojos del México | 1.45  |

## Acontecimientos relevantes
15 de diciembre de 2015: Mario Zapari de los Cajeteros de Celaya lanza juego sin hit ni carrera de 7 entradas con marcador de 5-0 sobre los Rieleros de Aguascalientes.